# Di solito la gente mi chiama Drupi
Di solito la gente mi chiama Drupi è il quinto album del cantante pavese, pubblicato nel 1977, Da esso venne estratto il singolo di copertina Vita di mare/Due corpi.
Il brano più noto dell'album è Come va... il quale rievoca le stesse atmosfere di Due, pubblicato due anni prima. La canzone Vita di mare è la sigla della trasmissione televisiva Azzurro quotidiano e viene pubblicata su 45 giri nell'ottobre dello stesso anno.
L'album non è stato ristampato in CD.

## Tracce
Lato A
1. Vita di mare – 3:07 (Marcello Marrocchi-Drupi-Luigi Albertelli)
2. Come va... – 3:30 (Enrico Riccardi-L. Albertelli)
3. Bella giornata – 3:37 (Drupi-Dorina Dato)
4. Due corpi – 2:40 (E. Riccardi-L. Albertelli)
5. Qualcosa cambierà – 3:12 (E. Riccardi-L. Albertelli)
6. Canto per te – 4:37 (E. Riccardi-L. Albertelli)

1: Orchestra e Produzione dirette da Claudio Fabi
2, 4, 5, 6: Orchestra e Produzione dirette da Enrico Riccardi
3: Orchestra diretta da Rodolfo Grieco e Produzione a cura di Enrico Riccardi
Lato B
1. Con fantasia – 3:23 (Drupi-D. Dato)
2. E io... – 4:25 (Cremante-E. Riccardi-Drupi-D. Dato)
3. Tutto bene – 3:12 (Drupi-D. Dato)
4. Più anima – 3:56 (E. Riccardi-L. Albertelli)
5. Che posto è – 4:58 (E. Riccardi-L. Albertelli)

Direzione d'orchestra e produzione di Enrico Riccardi